# Liudmila Galkina
Liudmila Galkina (Sarátov, Rusia, 20 de enero de 1972) es una atleta rusa, especializada en la prueba de salto de longitud en la que llegó a ser campeona mundial en 1997.

## Carrera deportiva
En el Mundial de Atenas 1997 ganó la medalla de oro en salto de longitud, llegando hasta los 7.05 metros que fue su mejor marca personal, por delante de la griega Niki Xanthou (plata con 6.94 m) y la italiana Fiona May (bronce con 6.91 m).